# Matrimonio con l'ex
Matrimonio con l'ex (The Wilde Wedding), è un film del 2017, scritto e diretto da Damian Harris, con protagonisti Glenn Close, John Malkovich e Patrick Stewart.

## Trama
Eve Wilde è un'attrice affermata che decide di abbandonare il mondo del cinema. Si accinge a sposarsi per la quarta volta con Harold. Durante i preparativi e in prossimità delle nozze riunisce tutta la sua famiglia compreso Laurence, il suo primo marito e padre dei suoi figli.